# Witham on the Hill
Witham on the Hill is een civil parish in het bestuurlijke gebied South Kesteven, in het Engelse graafschap Lincolnshire met 260 inwoners.